# Calendulauda poecilosterna
A Calendulauda poecilosterna a verébalakúak (Passeriformes) rendjébe, ezen belül a pacsirtafélék (Alaudidae) családjába tartozó faj.

## Rendszerezése
A fajt Anton Reichenow német ornitológus írta le 1879-ben, az Alauda nembe Alauda poecilosterna néven. Sorolják az Eupodotis nembe Eupodotis afra néven is.

## Előfordulása
Kelet-Afrikában, Dél-Szudán, Etiópia, Kenya, Szomália, Szudán, Tanzánia és Uganda területén honos. Természetes élőhelyei a szubtrópusi és trópusi száraz cserjések és szavannák. Állandó, nem vonuló faj.

## Megjelenése
Testhossza 16 centiméter, testtömege 23–26 gramm.

## Életmódja
Rovarokkal és magvakkal táplálkozik.

## Szaporodása
Monogám, az esős időszakokban költ (decembertől januárig és márciustól júniusig).

## Természetvédelmi helyzete
Az elterjedési területe nagy, egyedszáma viszont csökkenő, de még nem éri el a kritikus szintet. A Természetvédelmi Világszövetség Vörös listáján nem fenyegetett fajként szerepel.